# Mohamed El-Sir Abdalla
Mohamed El-Sir Abdalla   (1949), conegut com a Kaunda, és un exfutbolista sudanès de la dècada de 1970.
Fou internacional amb la selecció de futbol del Sudan amb la qual participà en els Jocs Olímpics d'estiu de 1972.
Pel que fa a clubs, destacà a Al-Merrikh.